# آلیشا (آلبوم)
آلیشیا (به انگلیسی: Alicia) هفتمین آلبوم استودیویی از خواننده و ترانه‌نویس اهل ایالات متحده آمریکا آلیشا کیز است. آلبوم در ۱۸ سپتامبر ۲۰۲۰ توسط آرسی‌ای رکوردز منتشر شد.